# Virginie Demont-Breton
Virginie Demont-Breton, née Virginie Élodie Marie Thérèse Breton le 26 juillet 1859 à Courrières et morte le 10 janvier 1935 à Paris, est une artiste peintre et femme de lettres française.

## Biographie
Virginie Demont-Breton est la fille de Jules Breton (1827-1906) et la nièce d'Émile Breton, tous deux peintres reconnus. Sa mère, Élodie de Vigne est elle-même la fille du peintre et médiéviste flamand Félix de Vigne. Elle épouse le peintre paysagiste Adrien Demont en 1880. Le couple a trois filles: Louise, Adrienne et Éliane.
Installés à Montgeron, les Demont-Breton découvrent, à partir de 1881, le village côtier de Wissant situé entre les caps Blanc-Nez et Gris-Nez. Ils y font de fréquents séjours, puis s'y établissent définitivement, en 1891, après avoir fait construire leur villa du Typhonium, étonnant bâtiment néo-égyptien conçu par leur oncle Edmond de Vigne.
La carrière artistique de Virginie Demont-Breton est précoce. Issue d'un milieu aisé, elle doit cependant d'abord convaincre sa famille de la laisser entreprendre une carrière professionnelle d'artiste-peintre. Elle est admise au Salon des artistes français (où son père est membre du jury) dès 1880, et est hors-concours dès 1883 avec La plage, à 23 ans. Elle obtient la même année une médaille d’or à l’Exposition universelle d’Amsterdam (en) en 1883, puis aux Expositions universelles de 1889 et 1900. Elle est nommée chevalier de la Légion d'honneur en 1894, et promue officier en 1914. En 1896, elle est nommée Rosati d'honneur.
Sa fille Eliane meurt en 1913. Pendant la guerre, elle perd sa maison familiale à Courrières et plusieurs centaines d'œuvres prises ou détruites par l'ennemi.
Avec son époux, elle est à l'origine du foyer artistique de l'école de Wissant.
Virginie Demont-Breton a publié un recueil de poèmes, Tendresse dans la tourmente, en 1920, et des mémoires en quatre volumes, Les Maisons que j'ai connues, parus entre 1926 et 1930.
Elle meurt en 1935 à Paris.

### Engagement pour la cause des femmes artistes
Virginie Demont-Breton rejoint l’Union des femmes peintres et sculpteurs en 1883, et en exerce la présidence de 1894 à 1901, succédant à la sculptrice Hélène Bertaux. Sa présidence est marquée par le souci de lutter contre les préjugés de son époque à l'égard de l'art produit par les femmes artistes:  

« Quand on dit d’une œuvre d’art : “C’est de la peinture ou de la sculpture de femme”, on entend par là “C’est de la peinture faible ou de la sculpture mièvre”, et quand on a à juger une œuvre sérieuse due au cerveau et à la main d’une femme, on dit : “C’est peint ou sculpté comme par un homme”. Cette comparaison de deux expressions convenues suffit à prouver sans qu’il soit nécessaire de la commenter, qu’il y a un parti pris d’avance contre l’art de la femme. »

— Virginie Demont-Breton, « La Femme dans l’art » », Revue des Revues, no XVI, 1er mars 1896, p. 448
Elle met en place, s'opposant à la fondatrice Madame Léon Bertaux qui privilégiait la sororité au professionnalisme, un jury de sélection, censé garantir le niveau de qualité des œuvres présentées à l'exposition annuelle organisée par l'Union.
En 1896, le couple Demont-Breton et le couple Delacroix-Garnier, qui sont amis, rendent visite à Rosa Bonheur à By près de Fontainebleau, alors que l'artiste vient d'accepter d'être présidente d'honneur de l'Union.
Virginie Demont-Breton milite activement, de concert avec Hélène Bertaux malgré leurs dissensions, pour l'égalité d'accès à la formation artistique. Elle est réélue présidente de l'Union, par acclamation, en 1897. Elle obtient, en 1897, l'admission des femmes à l’École des Beaux-Arts et, en 1903, le droit pour elles de concourir au Prix de Rome.
En 1903, Virginie Demont-Breton est à nouveau pressée par ses consœurs de reprendre la tête de l'Union; mais apprenant que la duchesse d’Uzès, présidente sortante, est conjointement nommée présidente d’honneur, elle refuse de siéger. En effet, elle reproche à cette dernière d’avoir fait passer ses convictions politiques et religieuses avant les intérêts de l’Union. Esther Huillard, vice-présidente, prend alors la tête de la société.

## Œuvre

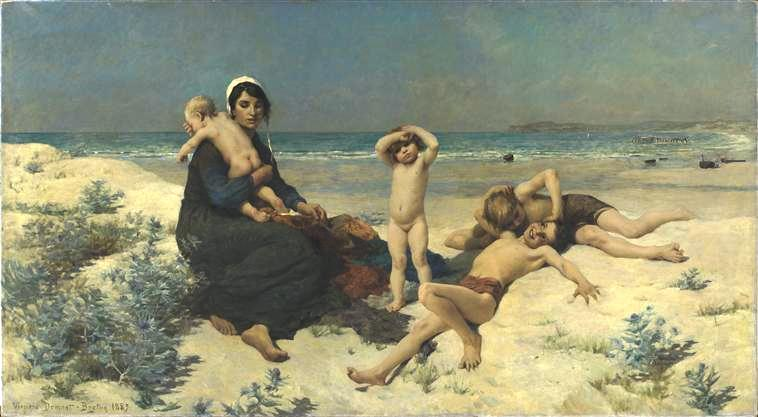
La Plage, 1883, musée des Beaux-Arts d'Arras.

L’œuvre de Virginie Demont-Breton traite principalement des thèmes liés à la vie quotidienne des gens de la mer, dans la baie de Wissant. Son premier grand succès du salon de 1883, La Plage (dépôt du musée d'Orsay au musée des Beaux-Arts d'Arras), illustre son goût pour la représentation de l'enfance et de la maternité. Elle s'est aussi illustrée dans la peinture d'histoire, avec Jean-Bart  exposé au Salon de 1894 (musée des Beaux-Arts de Dunkerque, détruit pendant la Seconde Guerre mondiale), ou Ismaël présenté en 1896 (musée de Boulogne-sur-Mer). Touchée par la vie difficile des pêcheurs du Nord, Virginie Demont-Breton a consacré plusieurs de ses toiles aux épisodes dramatiques de la vie maritime. C'est le cas des Tourmentés (1905), (dépôt du Palais des Beaux-Arts de Lille au musée des Beaux-Arts d'Arras), grand tableau qui dépeint le chœur tragique des femmes de marins surplombant les cadavres de pêcheurs naufragés. Ses scènes de la vie balnéaire d'enfants de la bourgeoisie irritent cependant certains critiques.
Une reproduction gravée du tableau de Virginie Demont-Breton L'Homme est en mer, exposé au Salon de 1889, servit de modèle à Vincent van Gogh lors de son séjour à l'asile Saint-Paul de Mausole.

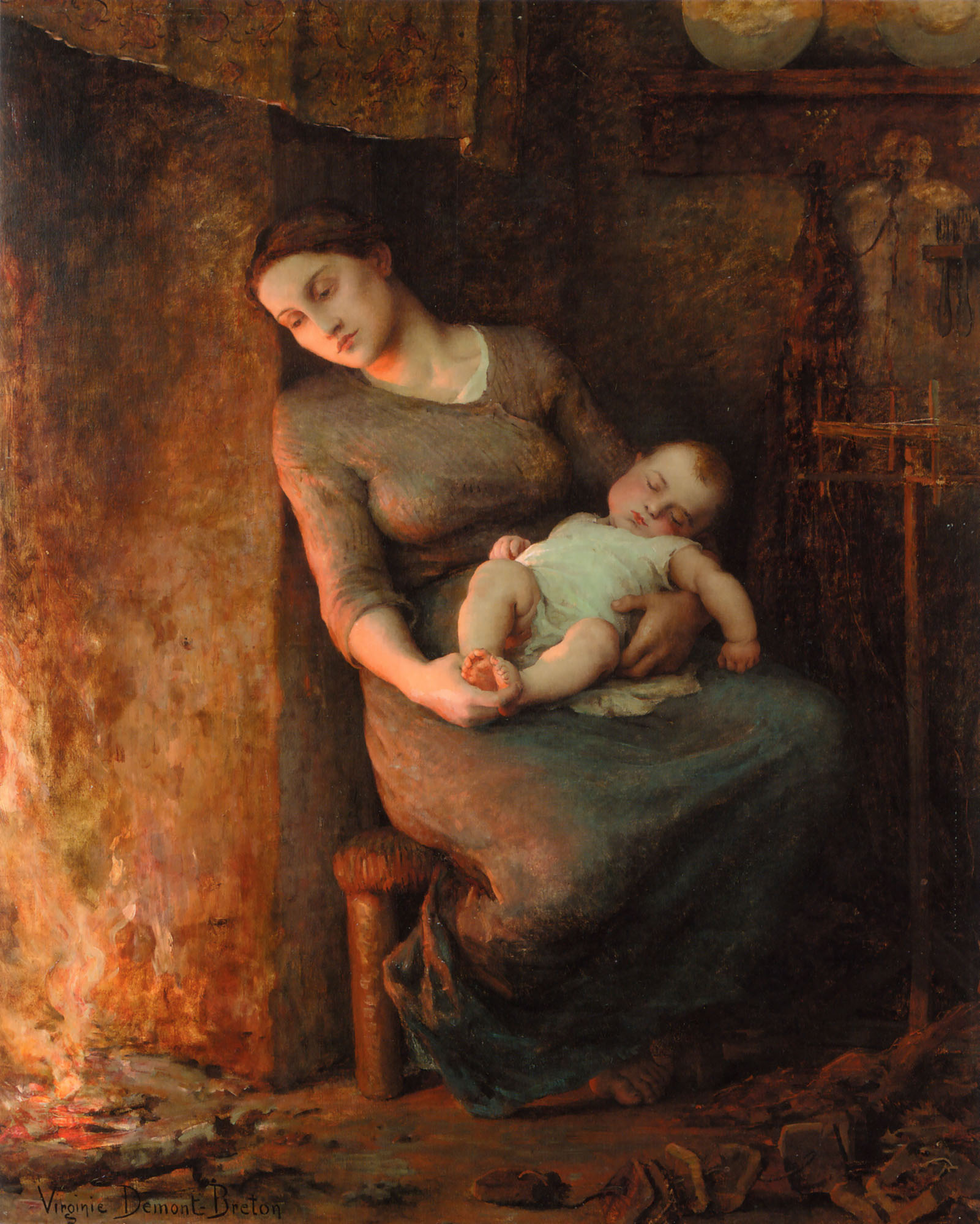
Virginie Demont-Breton, L'Homme est en mer, 1889 (collection particulière).
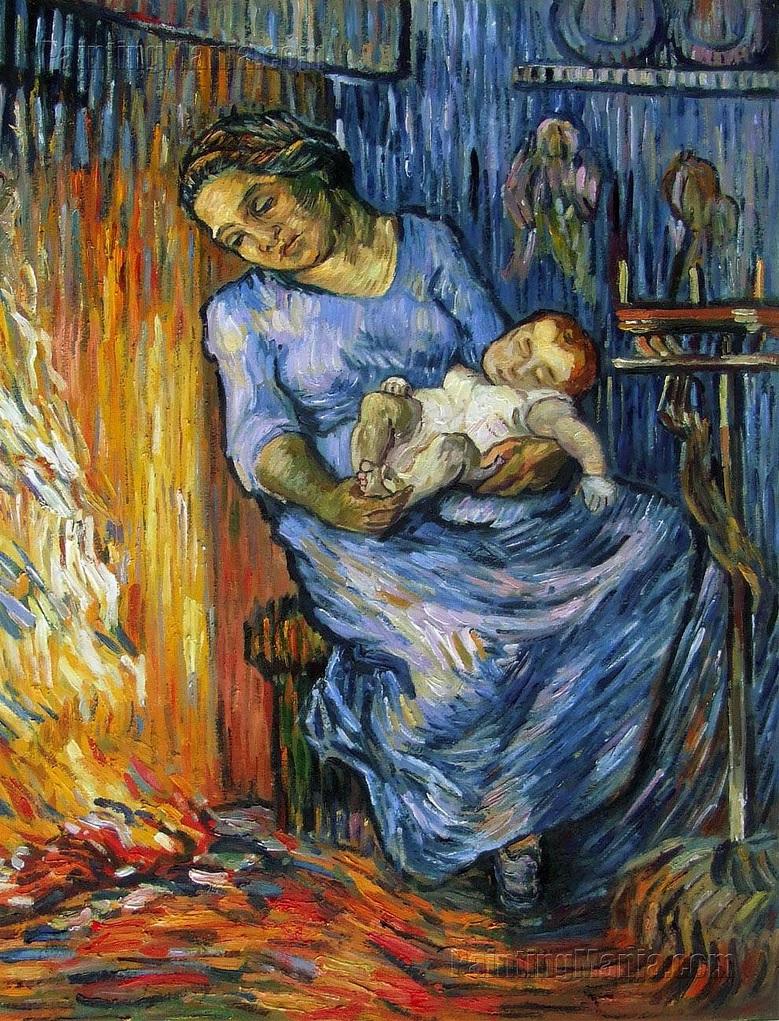
Vincent van Gogh, L'Homme est en mer, 1889 (collection particulière).

### Réception critique
En 1911 au Salon des artistes français, Virginie Demont-Breton expose La lettre d'Islande et un ensemble Calocéphales, Banc à la ligne, cap Gris-Nez, et Guillaume Apollinaire écrit humoristiquement au sujet de ce second envoi : « Mme Virginie Demont-Breton expose des phoques et par une bizarrerie inexplicable elle a donné à l'un de ces amphibies la ressemblance de Verlaine ».

## Distinctions
- Officière de la Légion d'honneur.

## Œuvres

### Œuvres dans les collections publiques
- La Plage,1883, huile sur toile, 191,5 x 350 cm, dépôt du musée d'Orsay au musée des Beaux-Arts d'Arras ;
- Les Loups de mer, 1884, huile sur toile, musée des Beaux-Arts de Gand[18] ;
- Portrait de Madame Félix de Vigne, 1887, huile sur toile, musée des Beaux-Arts de Gand ;
- Portrait de Marie Duhem, 1889, huile sur panneau de bois, 35 x 24,6 cm, musée de la Chartreuse de Douai ;
- Fils de pêcheur, vers 1891-1893[19], huile sur toile, 96,5 cm x 81,7 cm, Conseil général du Pas-de-Calais ;
- Jean-Bart, 1895, huile sur toile, musée des Beaux-Arts de Dunkerque, détruit pendant la Seconde Guerre mondiale ;
- Ismaël, 1895, huile sur toile, 153 x 203 cm, Château-musée de Boulogne-sur-Mer ;
- Étude d'enfant pour Le Divin Apprenti, vers 1897, huile sur panneau de bois, musée des Beaux-Arts d'Arras ;
- À l'eau !, 1898, huile sur toile, musée royal des Beaux-Arts d'Anvers ;
- Les Tourmentés, 1905, huile sur toile, 141 x 212 cm, Palais des Beaux-Arts de Lille (exposition permanente depuis 2024[20]);
- Dans l'air pur, 1907, huile sur toile, Petit Palais, musée des Beaux-Arts de la Ville de Paris ;
- Étude de femme pour Les Oiseaux de mer, vers 1907, huile sur toile, 50 x 38 cm, château-musée de Boulogne-sur-Mer ;
- Gamins de Wissant, Salon des Artistes français de 1923, collection de la Fondation des Peintres de la Côte d'Opale.

## Galerie

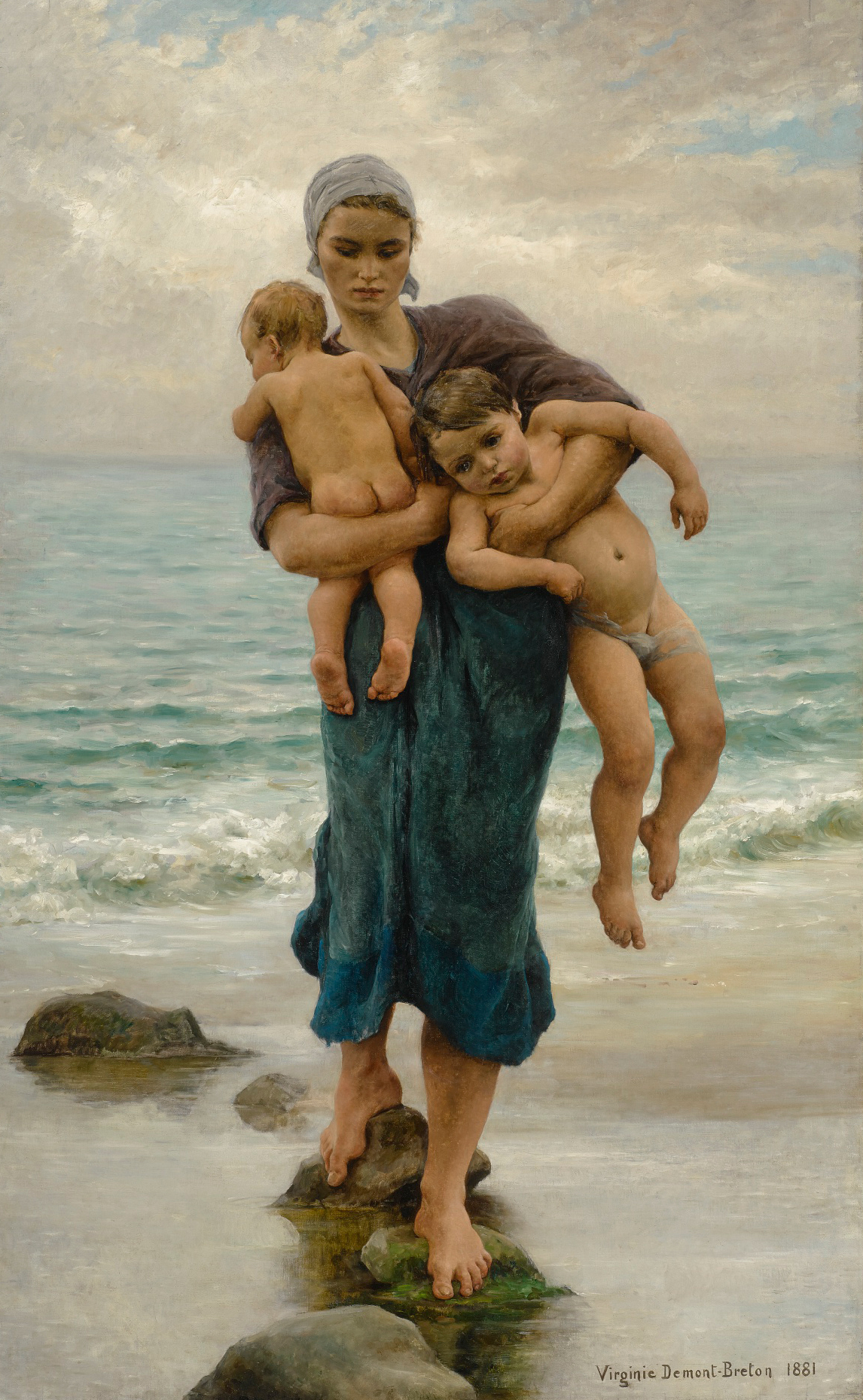
Femme de pêcheur venant de baigner ses enfants, 1881 (collection particulière).
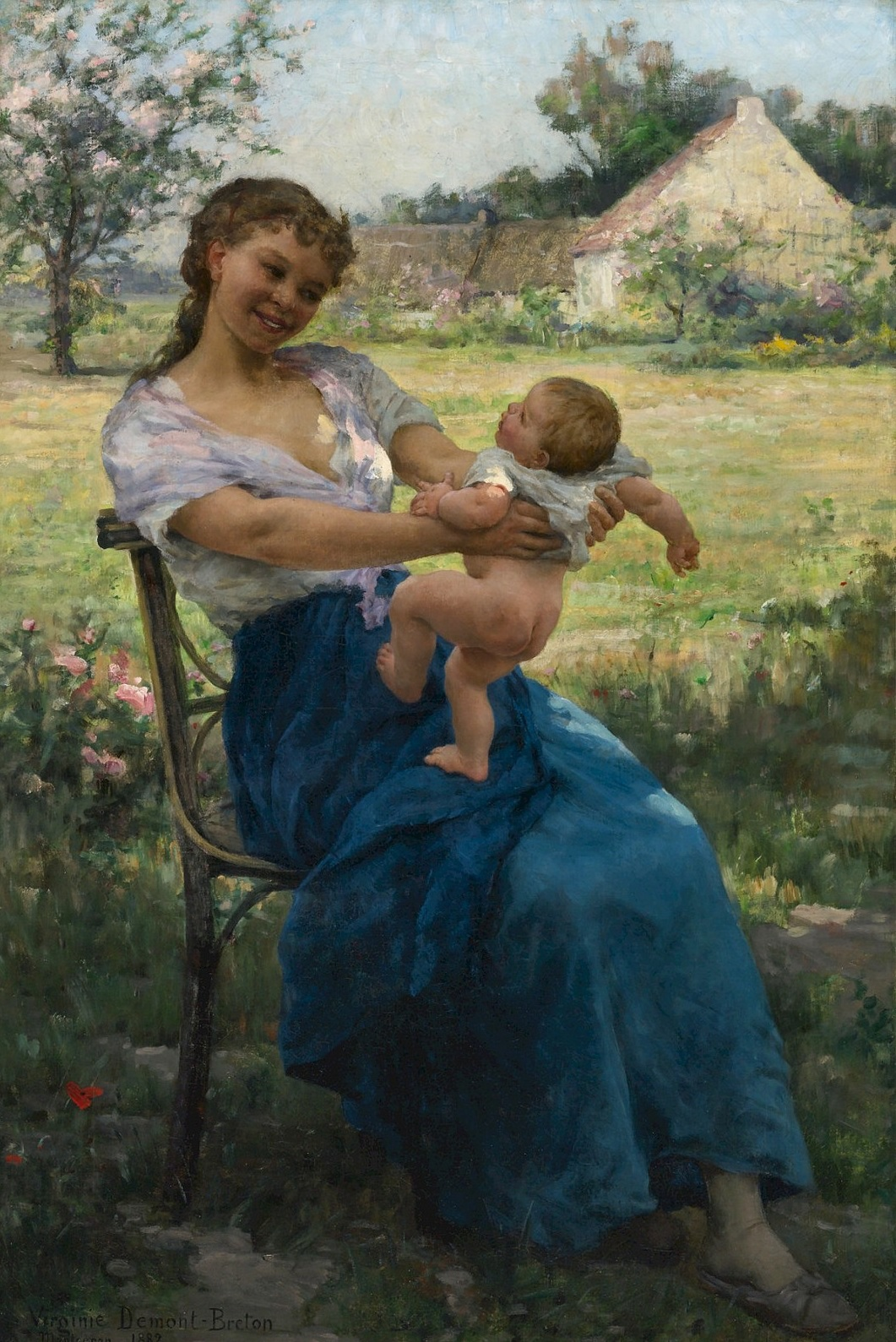
Les Premiers pas, 1882 (collection particulière).
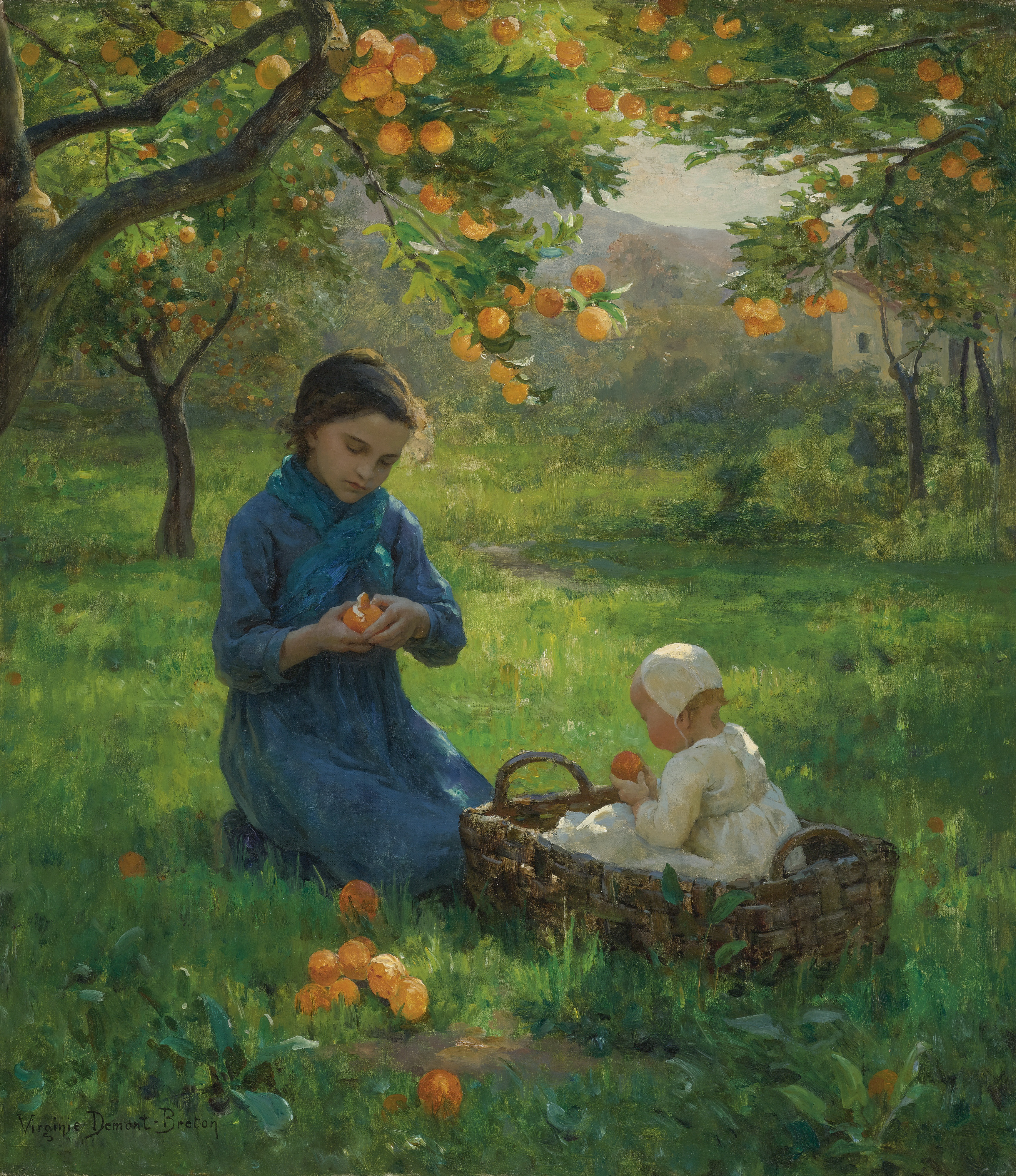
Sous l'oranger (collection particulière).
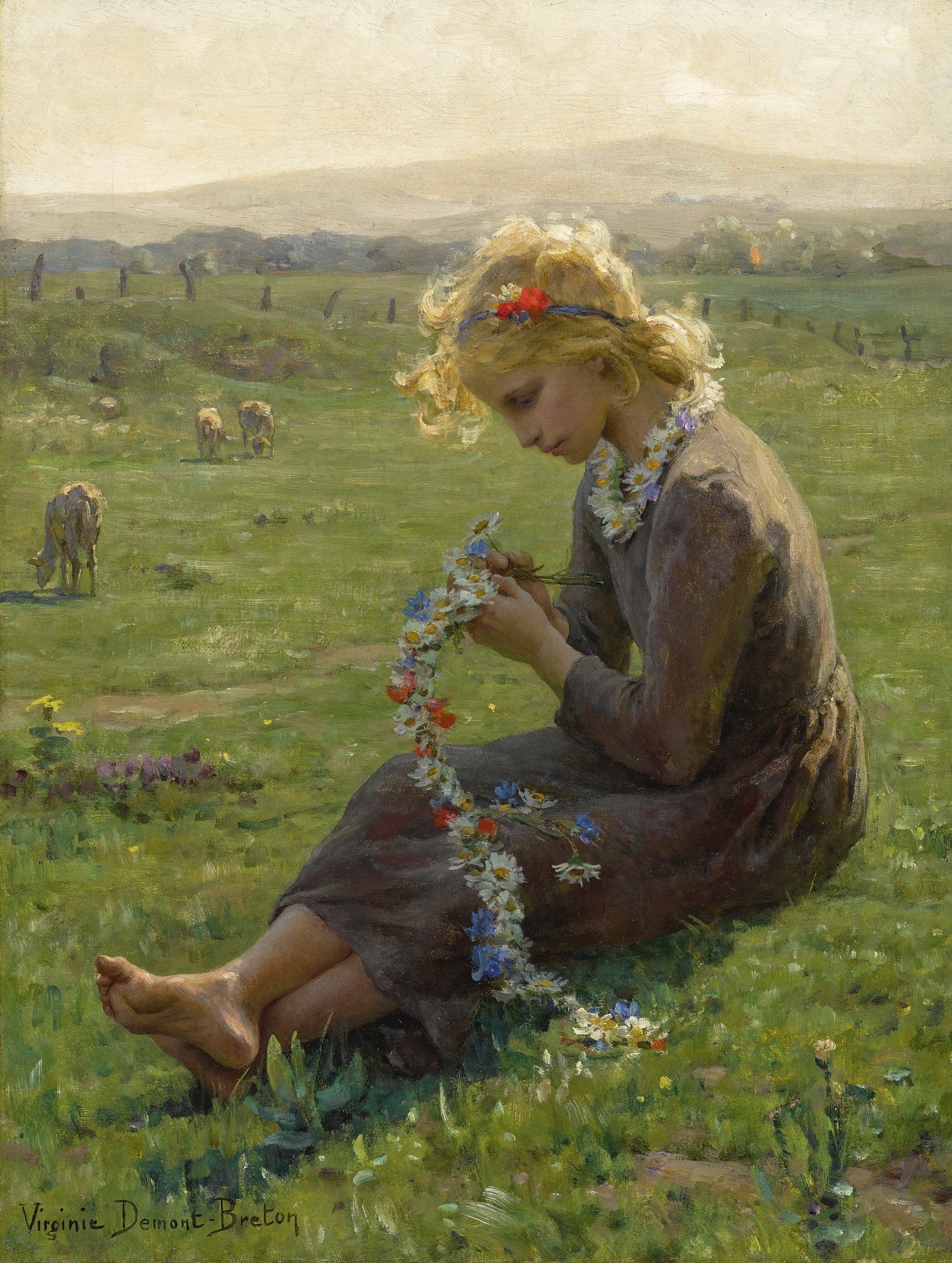
Fillette à la guirlande de fleurs (collection particulière).
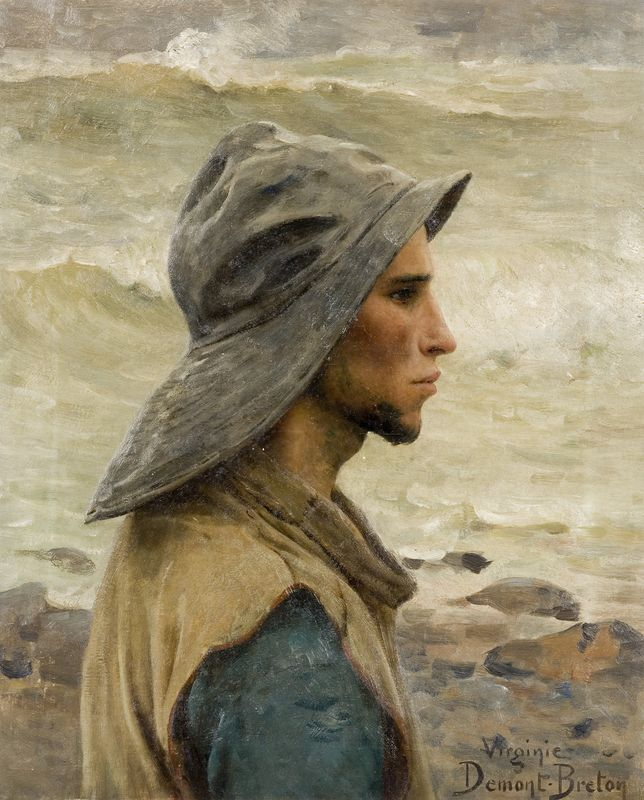
Tête de pêcheur, vers 1895 (collection particulière).
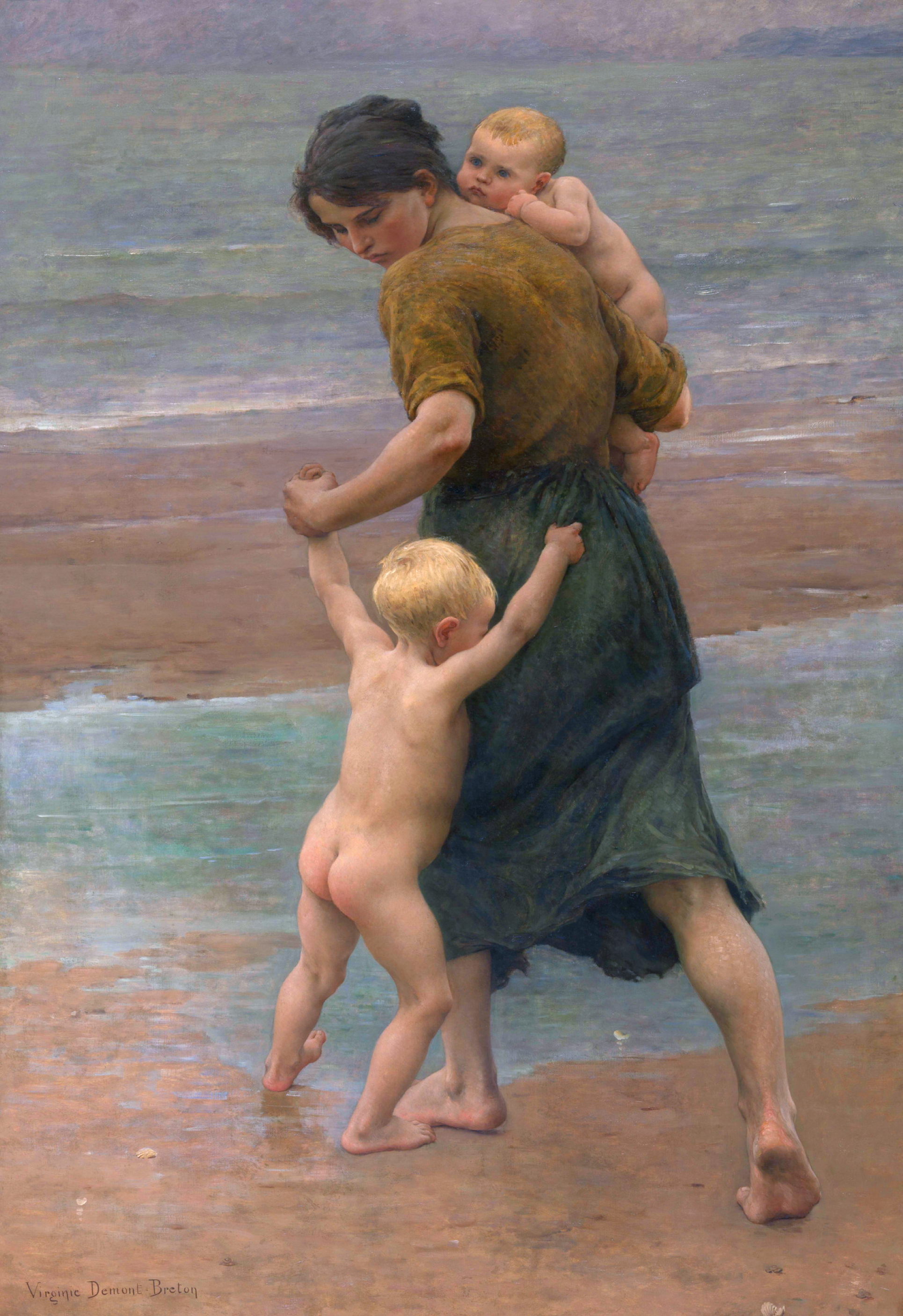
À l'eau !, 1898 (musée royal des Beaux-Arts d'Anvers).
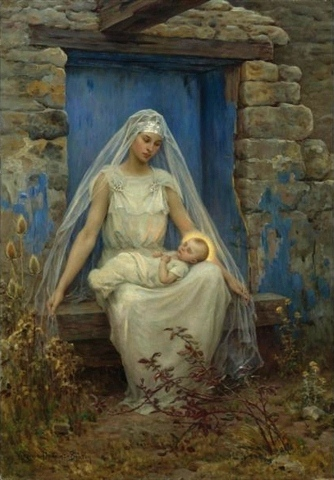
Alma Mater, 1899 (collection particulière).
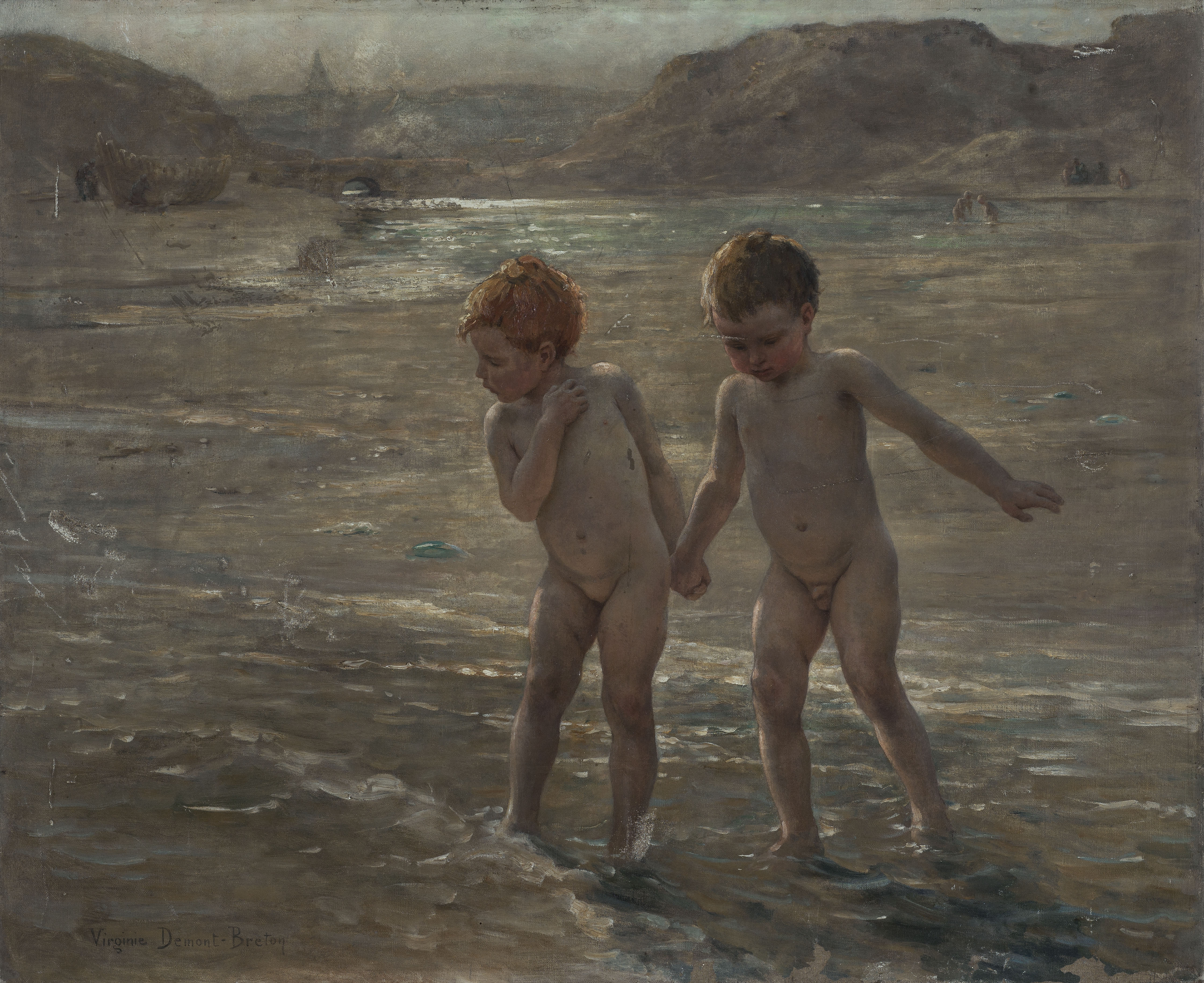
Dans l'air pur, 1907 (Petit Palais, musée des Beaux-Arts de la Ville de Paris).
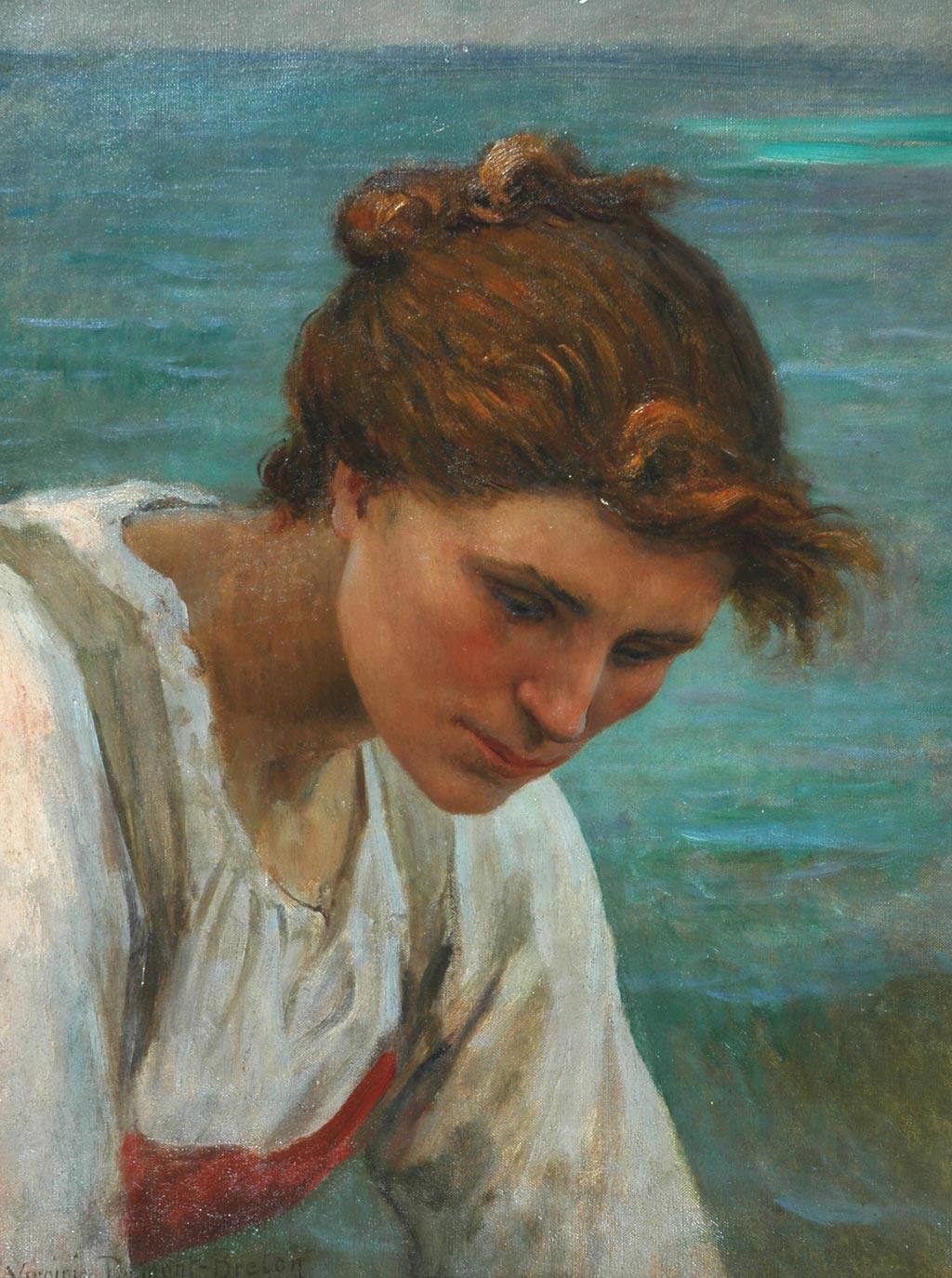
Étude de femme pour Les Oiseaux de Mer, vers 1907 (Château-musée de Boulogne-sur-Mer).

## Publication
- Tendresses dans la tourmente, 1914-1919, poésies, Alphonse Lemerre, 1920, 249 pages.
- Les maisons que j'ai connues, Paris, Plon-Nourrit, 1926-1930, 4 tomes[11].

## Expositions
- Virginie Demont-Breton (1859-1935), visions d'Opale et d'Orient , Boulogne-sur-Mer, château-musée de Boulogne-sur-Mer, 27 janvier - 16 avril 2018.
- Femmes artistes de la Côte d'Opale (1880-1930), exposition organisée à la Maison du Port départemental d'Étaples, du 29 juin au 17 novembre 2024.

## Hommages
La promotion 2018-2019 du Master Expo Muséographie de l'Université d'Artois à Arras porte son nom.